# Højlandsmangabey
Højlandsmangabey (Rungwecebus kipunji) er en mangabey-abe, der først blev beskrevet af videnskaben i 2005, selvom den lokalt var kendt under navnet kipunji. Den er dermed den første nye afrikanske primatart siden 1984. Arten lever i Tanzanias højland. Den lever i højder på op til 2500 m.